# Archepiolus schmidi
Archepiolus schmidi är en fjärilsart som beskrevs av Akira Mutuura 1971. Archepiolus schmidi ingår i släktet Archepiolus och familjen Neopseustidae. Inga underarter finns listade i Catalogue of Life.